# Liste der Kulturgüter in Zermatt
Die Liste der Kulturgüter in Zermatt enthält alle Objekte in der Gemeinde Zermatt im Kanton Wallis, die gemäss der Haager Konvention zum Schutz von Kulturgut bei bewaffneten Konflikten, dem Bundesgesetz vom 20. Juni 2014 über den Schutz der Kulturgüter bei bewaffneten Konflikten sowie der Verordnung vom 29. Oktober 2014 über den Schutz der Kulturgüter bei bewaffneten Konflikten unter Schutz stehen.
Objekte der Kategorien A und B sind vollständig in der Liste enthalten, Objekte der Kategorie C fehlen zurzeit (Stand: 1. Januar 2023).

## Kulturgüter
| Foto | | Objekt                                                                  | Kat. | Typ | Standort                           | Beschreibung |
| ---- | -------------------------------------------------------------------------------------------------- | ----------------------------------------------------------------------- | ---- | --- | ---------------------------------- | ------------ |
| ja   | Datei hochladen · Wikidata zu Felszeichnungen – Schalensteine unbekannter Zeitstellung (Q29573949) | Felszeichnungen / Schalensteine unbekannter Zeitstellung KGS-Nr.: 09706 | A    | F   | Hubelwäng 622499 / 95600           |              |
| ja   | Datei hochladen · Wikidata zu Findelbachbrücke (Q114562167)                                        | Findelbachbrücke der Gornergratbahn KGS-Nr.: 16939                      | A    | G   | 624085 / 95535                     |              |
| ja   | Datei hochladen · Wikidata zu Matterhorn Museum (Q15251785)                                        | Matterhorn Museum / Zermatlantis KGS-Nr.: 16949                         | A    | S   | Kirchplatz 11 623842 / 96520       |              |
| ja   | Datei hochladen · Wikidata zu Kapelle St. Jakob (Q29929491)                                        | Kapelle St. Jakob KGS-Nr.: 07223                                        | B    | G   | Ze Gassu, (Findeln) 625317 / 95578 |              |
| ja   | Datei hochladen · Wikidata zu Kirche St. Mauritius (Q29929518)                                     | Kirche St. Mauritius KGS-Nr.: 07225                                     | B    | G   | Kirchplatz 1 623847 / 96482        |              |
| ja   | Datei hochladen · Wikidata zu Kapelle der Heiligen Familie (Q29929551)                             | Kapelle der Heiligen Familie KGS-Nr.: 07226                             | B    | G   | Staldenstrasse 153 623751 / 95772  |              |
| ja   | Datei hochladen · Wikidata zu Gornergratbahn (Q667247)                                             | Gornergratbahn KGS-Nr.: 17036                                           | B    | G   | Bahnhofplatz 8 623999 / 96976      |              |
| ja   | Datei hochladen · Wikidata zu St Peter’s Church (Q114562489)                                       | St. Peter’s Church KGS-Nr.: 17444                                       | B    | G   | Chrum 12 623781 / 96714            |              |